# Kijewice (Mazovie)
Pour les articles homonymes, voir Kijewice.
Kijewice (prononciation : [kijɛˈvit͡sɛ]) est un village polonais de la gmina de Przasnysz dans le powiat de Przasnysz de la voïvodie de Mazovie dans le centre-est de la Pologne.
Il se situe à environ 6 kilomètres au nord-ouest de Przasnysz (siège de le powiat et de la gmina) et à 95 kilomètres au nord de Varsovie (capitale de la Pologne).
Le village compte approximativement une population de 70 habitants en 2006.

## Histoire
De 1975 à 1998, le village appartenait administrativement à la voïvodie d'Ostrołęka.